# Обмеження швидкості руху на дорогах

Мапа обмеження найбільшої швидкості руху по всьому світу. Кілометри на годину показані зліва, а одиниці в милях на годину показані справа. (Одне чи інше значення округлене у кожному з випадків.)

Обмеження швидкості руху на дорогах це зазвичай максимальна швидкість руху, дозволена законом для дорожніх транспортних засобів. Іноді існує і мінімальне обмеження швидкості. Обмеження швидкості зазвичай визначають адміністративні органи національної або місцевої влади.

## Технології
Деякі європейські автомобілі мають вбудовані системи, які підтримують дотримання водіями обмежень швидкості, відомі як інтелектуальна адаптація швидкості (ISA). ISA підтримує водіїв у дотриманні обмеження швидкості в різних частинах мережі, тоді як обмежувачі швидкості для великовантажних транспортних засобів і автобусів регулюють лише максимальну швидкість. Ці системи позитивно впливають на швидкісну поведінку та покращують безпеку. Пристрій обмеження швидкості, такий як ISA, вважають корисним 25% європейських водіїв. У 2019 році Google Карти інтегрували сповіщення про радар у свій додаток, а також звукові сповіщення про камери контролю швидкості поблизу. Технологія була вперше розроблена Waze, але було видалене після прохання працівників поліції.